# Атлин (вулканическое поле)
Атлин — вулкан. Находится в провинции Британская Колумбия, Канада.
Атлин является вулканическим полем. Оно расположилось на плато Теслин в западной Канаде к востоку от озера Атлин. Вулканическое поле возникло в периоды позднего плейстоцена — голоцена. Высшей точкой Атлина является шлаковый конус Рубин высотой 1880 метров. Данную гору назвали вследствие её свечений вулканических пород — тефры. Основная масса шлаковых конусов образовалась в эпоху голоцена. Конусы сложены преимущественно базальтами.
В 1898 году, недалеко от данного района работали шахтёры. Они сообщали, что происходил выброс вулканического пепла. Гора Рубин извергалась и светилась настолько сильно, что шахтёры работали даже ночью, так как было довольно светло. Данное сообщение официально нигде не фиксировалось, однако образование как минимум двух конусов связано с недавними активными действиями Атлина.